# Danski nacionalni radijski simfonični orkester
Danski nacionalni radijski simfonični orkester (dansko DR Radiosymfoniorkestret) je najkvalitetnejši in največji simfonični orkester na Danskem.
Ustanovljen je bil leta 1925 in sodi med najstarejše radijske simfonične orkestre na svetu. Za njegov razvoj nosita zasluge dirigenta Nicolai Malko in Fritz Busch, v čast prvemu pa je orkester ustanovil tudi mednarodno dirigentsko tekmovanje. Z orkestrom je sodelovalo mnogo pomembnih dirigentov 20. stoletja, med drugimi Eugene Ormandy, Bruno Walter, Leopold Stokowsky, Rafael Kubelik, Sergiu Celibidache, Giuseppe Sinopoli, Kurt Sanderling in drugi. Orkester letno nastopi na več koncertnih turnejah in pomembnih kulturnih obletnicah po svetu.

## Šef-dirigenti orkestra
- 1925-1956: Launy Grøndahl*
- 1927-1936: Emil Reesen
- 1936-1957: Erik Tuxen
- 1957-1963: Thomas Jensen
- 1977-1987: Herbert Blomstedt
- 1986-1988: Lamberto Gardelli
- 1988-1995: Leif Segerstam
- 1996-1998: Ulf Schirmer
- 1999-2003: Gerd Albrecht
- 2004- : Thomas Dausgaard